# Titisee
El Titisee (en español, lago de Titi) es un lago ubicado en el sur de la Selva Negra alemana (Schwarzwald) en el estado federado de Baden-Wurtemberg. Cubre una superficie de cerca de 1,3 km² y tiene en promedio una profundidad de 20 metros. Su origen radica en los glaciares de la cordillera del Feldberg, los cuales formaron en el Pleistoceno las riberas actuales. El desagüe del lago queda a 840 metros sobre el nivel del mar y es el arroyo Gutach; en la ribera septentrional se halla la población que lleva el mismo nombre y que es una parte de la ciudad de Titisee-Neustadt.

## Congelación
Al Titisee le toma mucho tiempo en el invierno llegar al punto de congelación. Esto se debe a que la superficie del agua casi siempre está en movimiento. Para que se pueda caminar sobre el lago congelado, el grosor del hielo debe tener al menos 16 cm. El hielo central (también llamado hielo compacto) es estable y no contiene burbujas de aire. 
Para hacer posible su libre tránsito, la Administración Municipal de Titisee-Neustadt hace mediciones diarias durante el invierno en tres o cuatro puntos clave. En caso de que las resultados lleven a la conclusión de que el lago es seguro para transitarlo, se marcan entonces ciertas áreas que indican que el tránsito es libre; sin embargo, esto es sólo para ciertas partes y no para todo el lago.
Estas reglas se comenzaron a aplicar a principios de los 1980, después de que sucediera un accidente. Durante una parte del siglo XX se usó la superficie congelada del lago como pista de despegue y aterrizaje de pequeños aviones. Para esto se usaba un tractor que remolcaba los aviones. El accidente ocurrió cuando el tractor rompió la superficie congelada del lago y se hundió con todo y el conductor.